# Breno (Alto Malcantone)
Breno (in dialetto ticinese Bren) è una frazione di 255 abitanti del comune svizzero di Alto Malcantone, nel Canton Ticino (distretto di Lugano).

## Storia

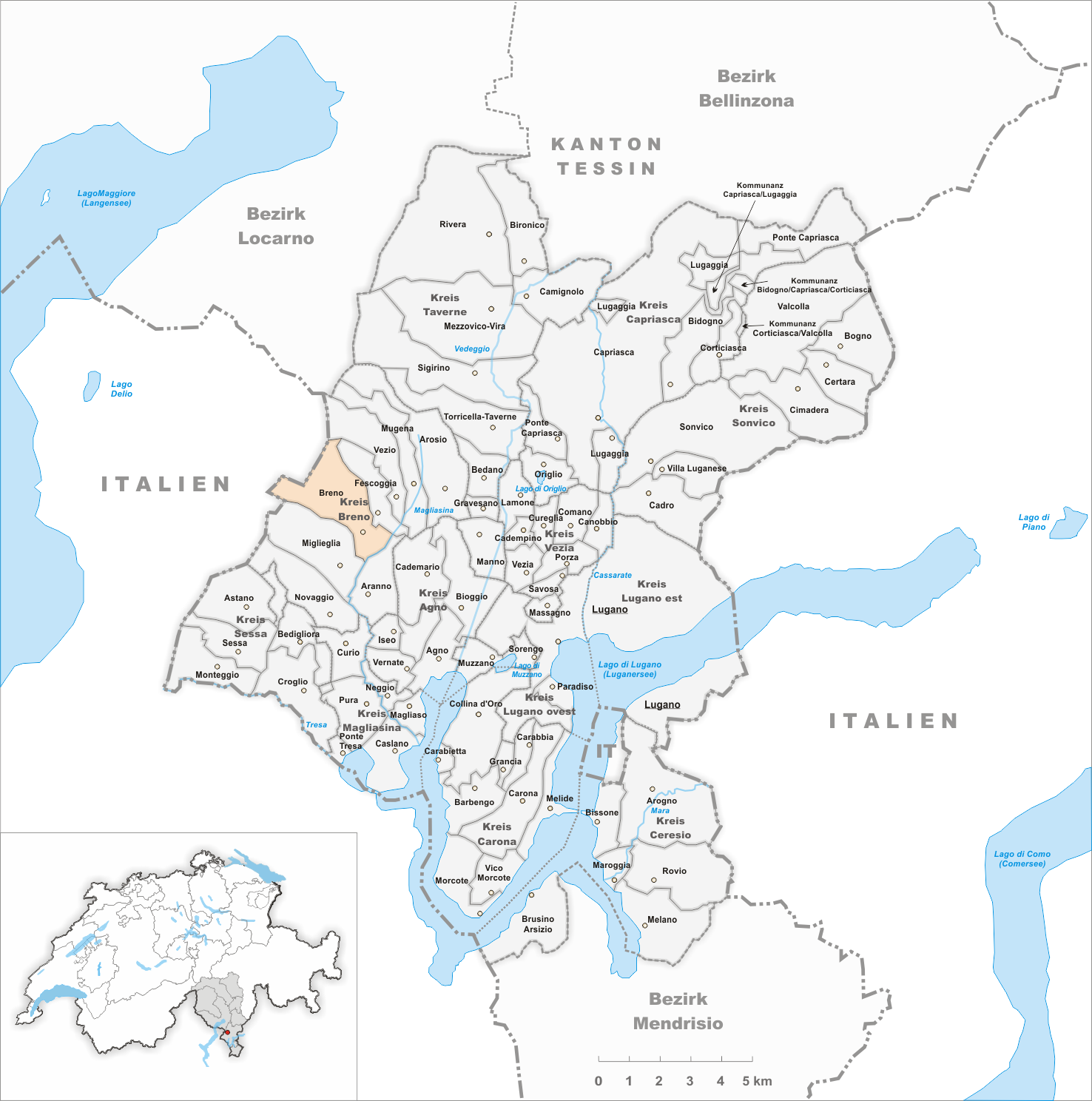
Il territorio del comune di Breno prima degli accorpamenti comunali del 2005

Già comune autonomo che si estendeva per 5,71 km², il 14 marzo 2005 è stato accorpato agli altri comuni soppressi di Arosio, Fescoggia, Mugena e Vezio per formare il comune di Alto Malcantone, del quale Breno è il capoluogo.

## Monumenti e luoghi d'interesse

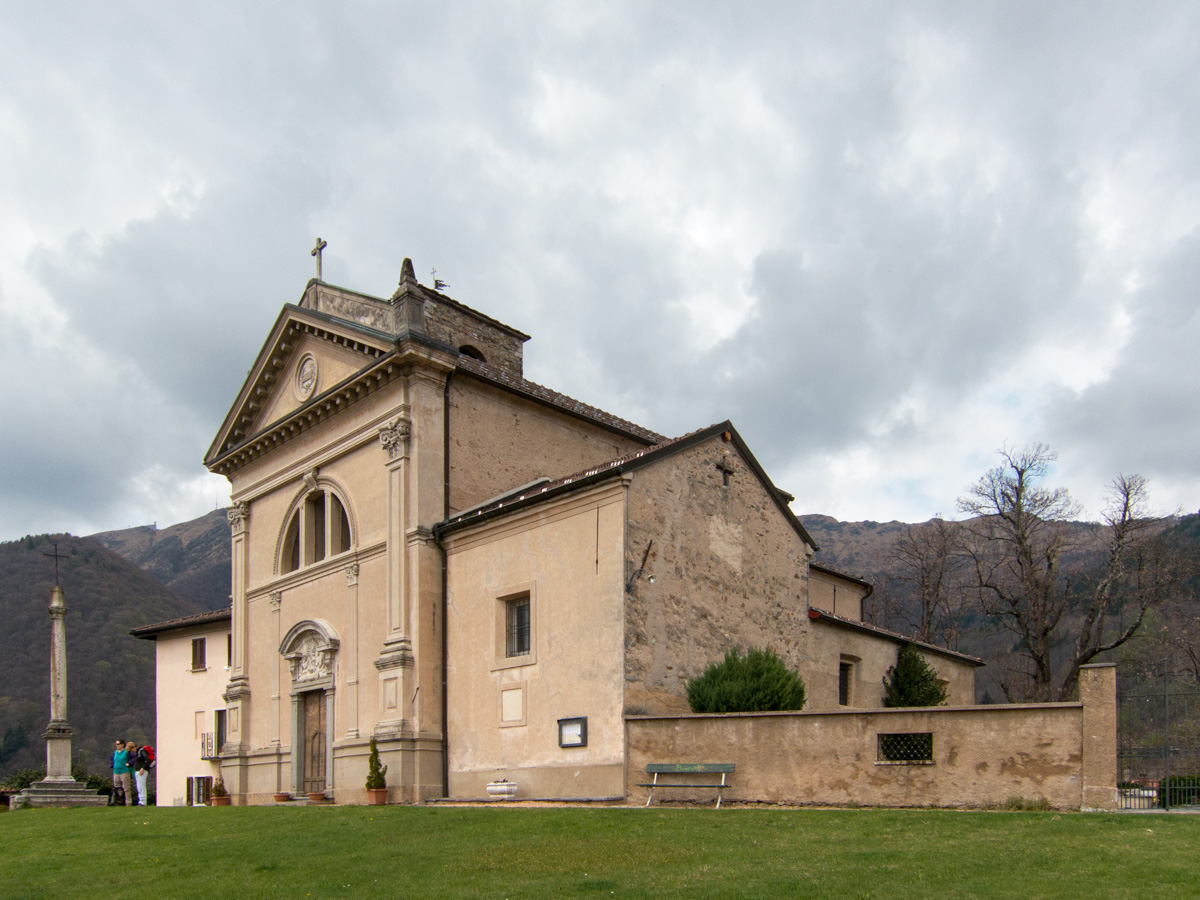
La chiesa di San Lorenzo

- Chiesa di San Lorenzo, attestata dal 1233[1];
- Oratorio di San Rocco, attestato dal 1522[senza fonte].

## Società

### Evoluzione demografica
L'evoluzione demografica è riportata nella seguente tabella:
Abitanti censiti

## Amministrazione
Ogni famiglia originaria del luogo fa parte del cosiddetto comune patriziale e ha la responsabilità della manutenzione di ogni bene ricadente all'interno dei confini della frazione. L'ufficio patriziale, rieletto il 26 aprile 2009, è presieduto da Fosco Postizzi.